# Volkswagen K70
El Volkswagen K70 es un sedán de 4 puertas desarrollado por NSU y comercializado por Volkswagen en el periodo comprendido entre 1970 y 1975. El K70 fue el primer modelo de Volkswagen en contar con un motor enfriado por agua montado en la parte delantera. Su nomenclatura interna es la de Tipo 48.

## Desarrollo como NSU
El 12 de enero de 1965, en una Junta dentro de NSU Motorenwerke AG, se aprueba el desarrollo de un automóvil sedán de 4 puertas, así como una versión familiar de 5 puertas bajo la dirección del Jefe de Desarrollo Ewald Praxl y el Jefe del Departamento de Diseño Claus Luthe. El K70 fue concebido originalmente como un auto posicionado en un nicho por debajo del célebre Ro 80, cuya principal diferencia se centraría en el uso de un motor convencional de 4 cilindros en línea, en lugar del complejo motor rotatorio Wankel. El nombre «K70» denota que su motor tiene una potencia de 69 caballos (51 kW), y la letra «K» es por la palabra «Kolben» (pistón en alemán), en contraste con el "Ro" que denota el Ro 80 de motor rotativo.

## Lanzamiento aplazado como un Volkswagen

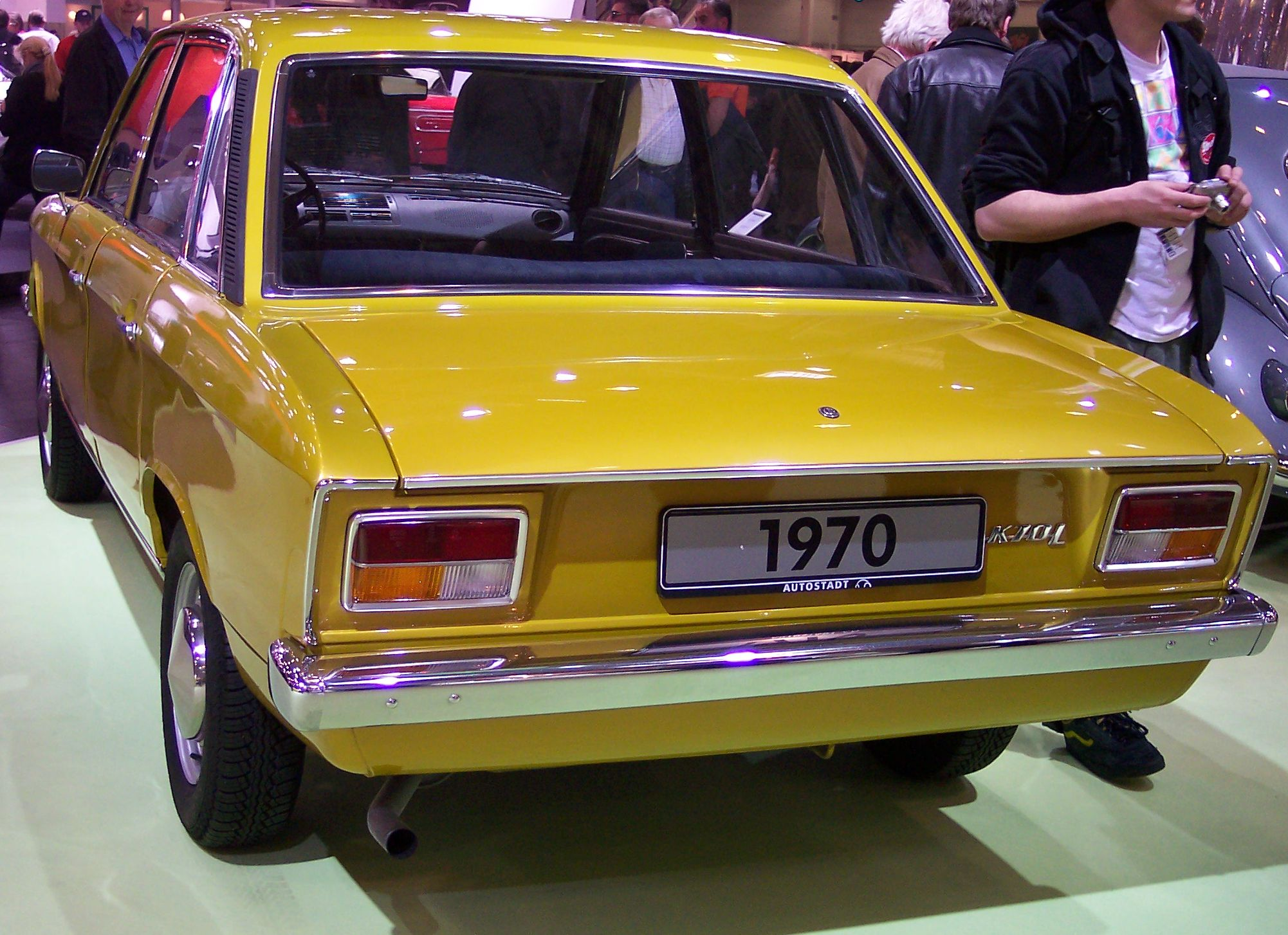
Vista posterior del Volkswagen K70. Aquí en el Museo Autostadt en Wolfsburg.

NSU programó el lanzamiento oficial de este modelo para marzo de 1969 teniendo la clara intención de hacer su presentación al público en el Salón del Automóvil de Ginebra de ese año, sin embargo, tan pronto como dicho lanzamiento estaba en puerta, aparecieron rumores bien fundamentados acerca de la inminente compra de NSU por parte de Volkswagen: Incluso, aun antes de su presentación, se puso en duda su futuro ya que los mandos se mostraban preocupados al considerar al K70 muy similar en tamaño y precio al recientemente lanzado Audi 100. Los planes del lanzamiento del K70 fueron demorados de última hora, con rumores de que el personal de Volkswagen retiraron el K70 del stand de NSU la noche anterior a la presentación en Ginebra. En el transcurso de 1969 NSU se integró a una nueva división junto con Auto-Union/Audi, empresa que Volkswagen había adquirido en 1964.
Volkswagen en ese entonces estaba en una necesidad desesperada de un nuevo automóvil que sustituyera al Tipo 4 que había sido un fracaso comercialmente hablando al tratar la firma de concebir un automóvil de lujo basado en el Volkswagen Tipo 1. Entonces, Volkswagen vio la oportunidad perfecta para ello con el K70, gracias a su tracción  delantera y su concepción más moderna, sería el camino perfecto para transformar su imagen. Entonces destruyeron toda publicidad mostrando al K70 con emblemas NSU para que después de un año comenzara la producción de este modelo, no en Neckarsulm (sede de NSU), sino en la nueva planta de Volkswagen en Salzgitter ya con los emblemas de Volkswagen. Su producción comenzó con pocos aspavientos en agosto de 1970, comenzando a ser exportado durante los meses siguientes. La versión familiar cuyo lanzamiento había sido pospuesto anteriormente, fue abandonada por considerar Volkswagen que canibalizaría las ventas del 411 Variant.

## Mecánica

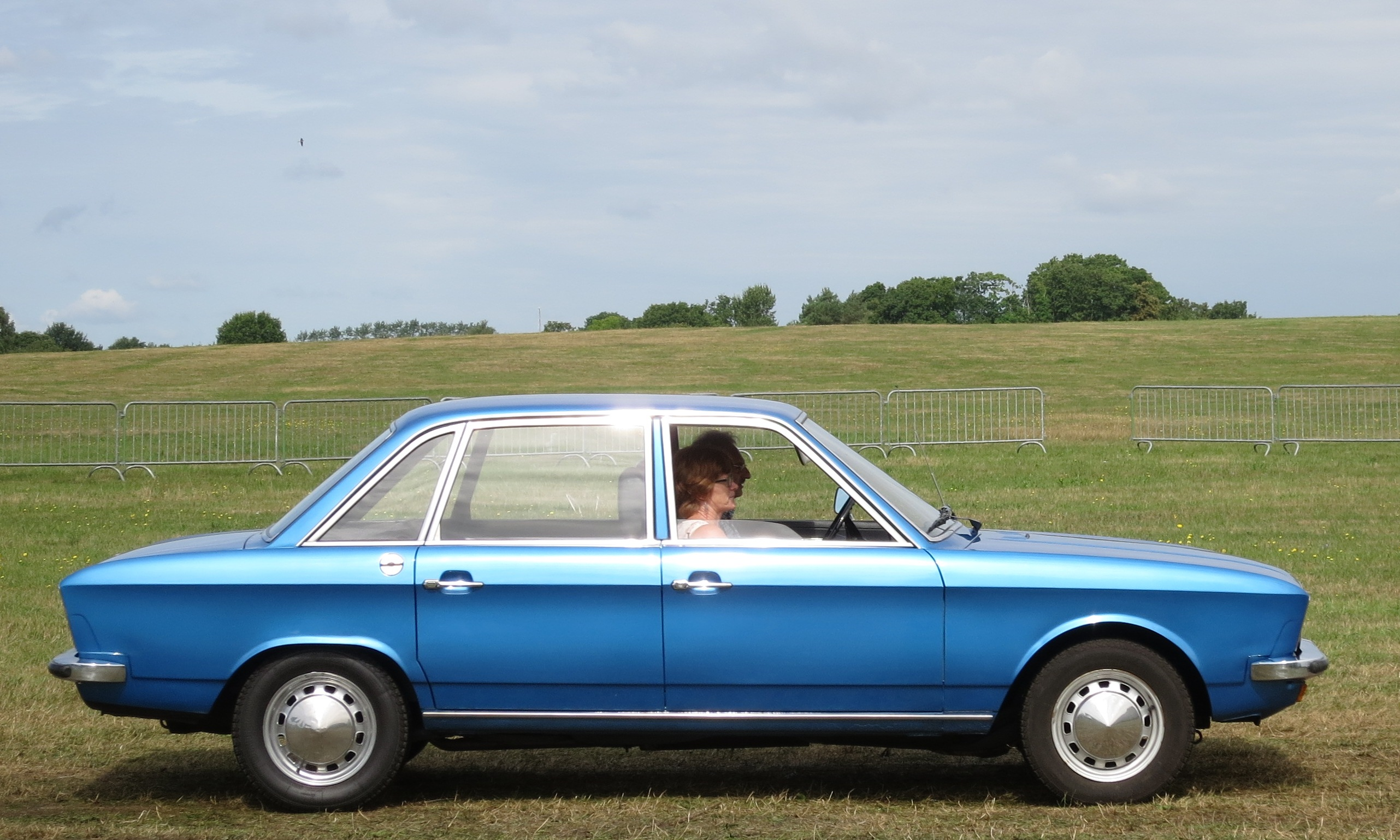
Vista lateral del Volkswagen K70.

El K70 montaba un motor de 4 cilindros en línea enfriado por agua. Este era un desarrollo del motor refrigerado por aire de cuatro cilindros montado en la parte trasera del NSU 1200, no obstante, su desplazamiento se incrementó a 1,605 cc (1.6 L). A pesar de que por su nombre denotaba 70 CV, en realidad su potencia era de 75 CV. Este motor estaba montado de manera longitudinal hacía la parte delantera y justo sobre el diferencial,  entre las ruedas delanteras e inclinado hacia la derecha. El embrague y la caja de cambios se situaban justo detrás del diferencial. Estos tres componentes requerían de un capó relativamente alto y maximizaron el peso del auto sobre el eje delantero, así como también maximizaron el espacio para los pasajeros y el equipaje, características que el K70 compartió con el NSU Ro 80. A pesar de esta disposición, acceder al embrague e incluso reemplazarlo era posible únicamente utilizando una rampa de servicio, sin necesidad de mover el motor o la caja de cambios.
Aunque la apariencia del K70 era moderna, el desempeño del motor, principalmente en la versión de entrada con 75 CV, era solamente adecuado, en comparación con el Volkswagen 411, que había recibido en 1970 un nuevo motor con inyección de combustible. Ninguno de los sedanes medianos de Volkswagen destacaron en aceleración o velocidad máxima, al tiempo que su relativamente alto consumo de combustible se convirtió en una cuestión cada vez más apremiante debido a que la producción del auto coincidió con la crisis del petróleo de 1973, y posiblemente por la decisión de alimentarlos mediante carburadores de doble garganta Solex. En ese año se introdujo un motor de 1807 cc con potencia de 100 CV, que aumentó aun más las preocupaciones por el consumo de gasolina. De esta forma el K70 tenía mejores cifras de aceleración que el Volkswagen 412, sin embargo, en materia de consumo, el modelo enfriado por aire (al menos en su versión con transmisión manual), mantuvo una ventaja al respecto hasta el final.
Sin embargo, uno de los innegables beneficios de esta motorización es el hecho que el sistema de calefacción resultó ser más eficaz que el sistema de las motorizaciones enfriadas por aire. En el apartado de los frenos se incorpor=o un sistema de doble circuito de frenado, que posteriormente se generalizaría a toda la gama, y a unos frenos de disco delanteros y de tambor traseros.

## Carrocería

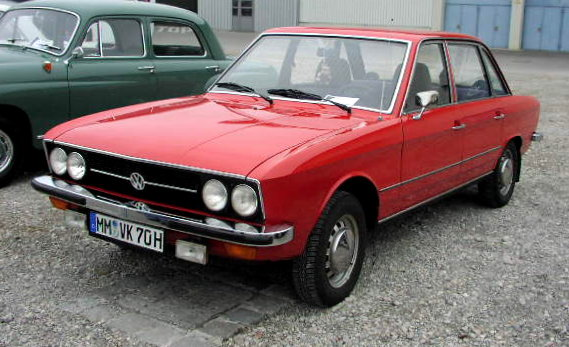
Frente de un Volkswagen K70 con sus faros dobles redondos propios de las versiones K70 LS más costosas y con motor más potente, dejando los faros rectangulares a las versiones menos equipadas.

En contra de las convenciones de estilo de la época, el K70 tenía una altura total mayor que la generalidad de sus competidores, igualmente se benefició del ahorro de espacio que implicaba el hecho de contar con una tracción delantera. Su habitáculo era inusualmente espaciosa, y la capacidad de su maletero sobresaliente. La postura de manejo era ligeramente más alta respecto a sus competidores, y su gran zona acristalada le brindaba una excelente visibilidad en todas direcciones.
El diseño de automóviles en los años 60 se caracterizó por resaltar las características y equipamientos de seguridad de los mismos. El K70 en esa materia incluía un tanque de gasolina montado directamente sobre el eje trasero, debajo de la parte frontal del maletero. La publicidad del Mercedes-Benz Clase S lanzado en 1972, resaltó esta característica al destacar que es la posición menos vulnerable dentro de un automóvil en caso de colisiones. La columna de dirección presentaba un ángulo para reducir el riesgo de que fuera empujada hacia el habitáculo en caso de un impacto frontal. Los cinturones de seguridad estaban disponibles como opción a costo extra (al menos en el mercado alemán), sin embargo los puntos de instalación eran equipo de serie.

## Comportamiento comercial
Para la red de distribución de Volkswagen, acostumbrada y entrenada específicamente para promover las ventajas de un motor trasero enfriado por aire, la llegada relativamente pronta de un automóvil con un motor delantero enfriado por agua supuso todo un reto. Su precio estaba ligeramente por debajo del Audi 100, hubo una evitable colisión de segmentos con el Volkswagen 411/412. A pesar de ser un Volkswagen, muchos compradores potenciales no dejaban de asociar al K70, con el poco confiable NSU Ro 80, lo que resultó en bajas cifras de venta. Volkswagen presentó el nuevo Passat, basado en el Audi 80 en 1973, que terminó por desplazar al K70.
En total, Volkswagen produjo 211,127 unidades del K70 antes que este modelo fuera descontinuado en febrero de 1975, ya que su producción se había vuelto poco rentable. Debido a su status especial dentro de la gama, no tuvo un sucesor a nivel oficial, ya que el Passat fue posicionado en un segmento inferior como sucesor del Tipo 3. En la primavera de 1981, sería presentado el automóvil que a la postre se consideraría su sucesor "espiritual": El Volkswagen Santana.